# Second Life Syndrome
Second Life Syndrome ist das zweite Studioalbum der polnischen Progressive-Rock-Band Riverside. Es erschien im Jahr 2005 bei InsideOut Music und ist der zweite Teil einer Trilogie namens Reality Dream.

## Entstehung und Veröffentlichung
Ein Nachfolger für das Debütalbum Out of Myself und somit eine Fortsetzung von dessen Konzept war ursprünglich für Anfang 2005 geplant, konnte jedoch nicht rechtzeitig fertiggestellt werden. Stattdessen veröffentlichten Riverside zunächst die EP Voices in My Head und spielten eine kleine Tournee in Westeuropa. In dieser Zeit unterschrieben sie auch einen Plattenvertrag mit InsideOut Music. Second Life Syndrome, von dem einige Stücke bereits live gespielt worden waren, wurde schließlich von Juni bis August 2005 im Warschauer Serakos Studio aufgenommen. Jacek Gawłowski masterte das Album, Travis Smith gestaltete das Artwork.

## Titelliste und Stil
1. After – 3:31
2. Volte-Face – 8:40
3. Conceiving You – 3:39
4. Second Life Syndrome – 15:40
5. Artificial Smile – 5:27
6. I Turned You Down – 4:34
7. Reality Dream III – 5:01
8. Dance with the Shadow – 11:38
9. Before – 5:23

Second Life Syndrome hat mehr Anleihen an Progressive Metal als das Debütalbum, zeigt aber weiterhin Einflüsse aus dem Artrock Pink Floyds und dem Neo-Prog Marillions. Auf laut.de und den Babyblauen Seiten wird das Album auch mit Fates Warning und Porcupine Tree verglichen. Die Atmosphäre ist meist melancholisch und düster.

## Rezeption
Die hohen Erwartungen der Presse nach dem Debütalbum wurden erfüllt. Michael Edele von laut.de hebt hervor, dass allein das Titelstück „Riffs und Klangzaubereien zu bieten hat, mit denen andere ein ganzes Album [bestreiten] würden“. Thomas Kohlruß von den Babyblauen Seiten urteilt: „Riverside schaffen es tatsächlich ihr sehr gelungenes Debütalbum in jeder Hinsicht zu übertreffen und sich nochmals ordentlich zu steigern.“ Mike Borrink vom Rock Hard hält das Album für ein „elegisches Artrock-Meisterwerk“ und das Musikmagazin eclipsed wählte es auf den 21. Platz seiner Liste der 150 wichtigsten Prog-Alben.